# Osiecze (Świerzno)
Osiecze [ɔˈɕɛt͡ʂɛ] (deutsch Neuhöfe) ist ein Dorf in der Woiwodschaft Westpommern in Polen. Es gehört zur Gmina Świerzno (Gemeinde Schwirsen) im Powiat Kamieński (Camminer Kreis).
Das Dorf liegt etwa 5 km südlich von Świerzno (Schwirsen), etwa 13 km südöstlich der Kreisstadt Kamień Pomorski (Cammin i. Pom.) und etwa 60 km nordöstlich von Stettin.
Vor 1945 bildet Neuhöfe einen Wohnplatz in der Landgemeinde Kummin und gehörte mit dieser zum Landkreis Cammin i. Pom. der preußischen Provinz Pommern. Im Jahre 1910 wurden in Neuhöfe 26 Einwohner gezählt.